# Legero
Die Legero Schuhfabrik Gesellschaft m.b.H. (Eigenschreibweise: legero united) ist ein österreichischer Schuhhersteller mit Hauptsitz in Feldkirchen bei Graz.

## Geschichte
Das Unternehmen wurde 1872 von Bernhard Strakosch gegründet und agierte bereits unter seiner Führung international. 1939 wurde der Betrieb durch Nationalsozialisten enteignet. Nach dem Zweiten Weltkrieg wurde das Unternehmen an Strakoschs Sohn restituiert. Danach übernahm das Unternehmen Humanic den Betrieb und änderte den Namen auf Legero Schuhfabrik.
Die Kinderschuhmarke superfit wurde 1972 gegründet. Die Marke Think! wurde 1990 gegründet und 2001 von Legero übernommen und seitdem vertrieben.
1991 wurde Stefan Stolitzka Geschäftsführer der Legero Schuhfabrik und 1994 übernahm er das Unternehmen durch ein Management-Buy-Out. Die deutsche ara AG beteiligte sich im Jahr 1997 und 1998 mit insgesamt 49,9 % an der Legero Schuhfabrik Gesellschaft m.b.H., die restlichen 50,1 % blieben im Besitz der Familie Stolitzka.

## Unternehmensstruktur
Vorsitzender Gesellschafter und Mehrheitseigentümer ist Stefan Stolitzka (Business Unit superfit, legero und Think! Produkt). Weitere Mitglieder im Executive Board sind Morten Bay Jensen (als COO verantwortlich für IT, Qualitätssicherung und Nachhaltigkeit, Reklamationen sowie Produktion, Technische Entwicklung, Customer Sales Service und Logistik) und Florian Fuchs (Vertrieb, E-Commerce, HR, Marketing & Communications, Business Intelligence und Finanzen).
Der Vertrieb wird von mehreren Vertriebsgesellschaften ausgeführt, z. B. Legero Italia SRL, Legero Ayakkabicilik Ltd. und legero united Sweden AB. Ferner unterhält das Unternehmen u. a. noch eine Verwaltungsgesellschaft. Zu den Produktionsgesellschaften gehören Legero Hungaria Kft, SC Legero Shoes Romania SRL und Legero United Shoes India Pvt. Ltd.

### Standorte
Der Hauptsitz des Unternehmens befindet sich in Feldkirchen bei Graz. Im Jahr 2020 bezog das Unternehmen dort das neue Hauptquartier Legero United Campus (Eigenschreibweise: legero united campus). Die Eröffnung des Campus wurde 2022 zusammen mit dem 150-jährigen Bestehen des Unternehmens gefeiert.
Legero united produziert Schuhe in eigenen Werken in Ungarn, Rumänien und Indien.
Das Unternehmen nimmt an der Science-Based-Targets-Initiative teil und die Produktionsstandorte werden regelmäßig EMAS-Zertifizierungen unterzogen. Seit 2021 sind alle europäischen Standorte zertifiziert, der indische Standort wurde 2022 ISO 14001 zertifiziert.

## Produkte
Die Produkte werden unter den Marken legero (Damenschuhe) und superfit (Kinderschuhe) vertrieben. Im Jahre 2001 wurde die oberösterreichische Marko Schuh GmbH übernommen, womit das Angebot durch die Marke Think! (Damen- und Herrenschuhe) erweitert wurde. Die Schuhe werden international in 42 Ländern vertrieben. Etwa fünf Millionen Paar superfit Schuhe werden jedes Jahr produziert und in über 40 Ländern verkauft. 2022 hat das Unternehmen erstmalig einen Nachhaltigkeitsbericht veröffentlicht. Die Tätigkeiten im Bereich der Nachhaltigkeit werden im unternehmenseigenen Projekt Luna (Legero United Nachhaltigkeitsagenda, Eigenschreibweise: luna) betrieben.
Für seine Kollektionen arbeitet das Unternehmen mit Lederlieferanten zusammen, welche von der Leather Working Group zertifiziert sind. Seit 2013 betreibt das Unternehmen eine eigene Entwicklungsplattform für nachhaltige Schuhproduktion unter dem Namen Vios. 2022 wurde eine unternehmenseigene Eco-Datenbank programmiert, die den CO2-Abdruck jedes Artikels erfasst. Das Unternehmen hat für seine Eco-Datenbank bereits eine Reihe von Auszeichnungen erhalten.

## Auszeichnungen (Auswahl)
- 2022: Umweltmanagement Preis. Kategorie: Beste Maßnahme Umwelt- und Klimaschutz für die unternehmenseigene Eco-Datenbank.[15][13]
- 2022: Auszeichnung als Beste Schuhmarke für superfit durch die Österreichische Gesellschaft für Verbraucherstudien.[18]
- 2022: Auszeichnung als Children’s Footwear Brand 2022 durch UK’s Footwear Industry Awards.[12]
- Blauer Engel Auszeichnung für insgesamt 43 Modelle der Marke Think! (Stand Februar 2023).[19]
- Blauer Engel Auszeichnung für 8 Modelle der Damenschuhmarke legero.[20]
- Blauer Engel Auszeichnung für 5 Modelle der Kinderschuhmarke superfit.[20]
- 2022: Nominierung zum Primus-Award in der Kategorie Nachhaltigkeit.[21]
- 2022: Nominierung zum Green Product Award for Think!-Modell Hauki.[22]
- 2023: Auszeichnung mit dem German Innovation Award für die Eco-Datenbank.[23]
- 2023: Auszeichnung mit dem eAward[24]
- 2024: Auszeichnung mit dem Trigos Award in der Kategorie Klimaschutz[25]